# Ernesto di Sassonia
Ernesto di Sassonia (Meißen, 24 marzo 1441 – Colditz, 26 agosto 1486) è stato un principe tedesco, Elettore di Sassonia dal 1464 al 1486.

## Biografia
Ernesto era il secondo figlio maschio e il quarto in ordine di nascita degli otto figli di Federico II di Sassonia, e di sua moglie, Margherita d'Austria, sorella di Federico III d'Asburgo.
Nel 1455 il principe Ernesto fu rapito, insieme a suo fratello Alberto, dal cavaliere Kunz von Kaufungen, un episodio famoso nella storia tedesca come il Prinzenraub (cioè "sequestro dei principi").
Nel 1451 suo fratello maggiore Federico morì, facendo di lui erede del titolo di principe elettore di Sassonia. Nel 1464 succedette al padre come elettore di Sassonia. Ernesto governò da solo i Kurländer, le terre di Meissen e della Turingia insieme al fratello minore Alberto per 21 anni. L'amministrazione statale di Ernesto era esemplare (per gli standard medievali): durante il suo mandato, gli stati di Wettin si espansero notevolmente. Anche città come Dresda e Meissen fiorirono sotto il suo governo. Ha acquisito il Vogtland nel 1466 e riuscì a procurare ai suoi figli minori le cattedre di Magdeburgo e Magonza. Durante il suo governo, Erfurt e Quedlinburg passarono sotto il patrocinio sassone. Lui e suo fratello invasero Quedlinburg nel 1477 e usarono la forza militare per costringere la città a sottomettersi alla  la sorella di Ernesto, Edvige.
Con il trattato di Lipsia nel 1485 suddivise il suo territorio con il fratello Alberto. I fratelli sciolsero la loro corte comune ed Ernesto ricevette, oltre all'elettorato con la Sassonia-Wittenberg, essenzialmente la Turingia la Contea Palatina di Sassonia, il Burgravio di Magdeburgo, il Vogtland e le aree di Wettin in Franconia. Ernesto aveva preparato la divisione e aveva lasciato che suo fratello decidesse quale parte voleva scegliere. La divisione nelle linee ernestine e albertine della casa significò un enorme indebolimento della posizione sassone nell'impero.
Ciascuno dei fratelli aveva pieno diritto di coniare monete anche dopo la divisione dei territori. Insieme allo zio Guglielmo III, crearono un sistema monetario completamente nuovo, la riforma della moneta di Lipsia del 4 aprile 1465.
In termini di politica estera, Ernesto era un alleato dalla Boemia, nonostante le difficoltà. Il rapporto tra i due paesi era già stato regolato nel Trattato di Eger nel 1459. Indipendentemente dalla sua fedeltà all'imperatore Federico III, cercò il riavvicinamento con il re Mattia Corvino. La politica di Wettin era orientata verso est ed ebbe successo grazie all'acquisizione del ducato di Sagan nel 1472 e delle signorie di Sorau, Beeskow e Storkow nel 1477, anche se Ernesto entrò in conflitto con Kurbrandenburg. Nel 1480 intraprese un pellegrinaggio a Roma insieme al duca Enrico di Brunswick-Lüneburg.
Introdusse nei propri territori una costituzione.
Un anno dopo la divisione morì a Colditz, all'età di 46 anni, in conseguenza di una caduta da cavallo.

## Matrimonio
Sposò, il 19 novembre 1460 a Lipsia, Elisabetta di Baviera (2 febbraio 1443-5 marzo 1484), figlia del duca Alberto il Pio di Baviera-Monaco. La coppia ebbe sette figli:
- Cristina (25 dicembre 1461-8 dicembre 1521), sposò Giovanni di Danimarca, ebbero sei figli;
- Federico III di Sassonia, detto "il Saggio" (17 gennaio 1463-5 maggio 1525);
- Ernesto (26 giugno 1464-3 agosto 1513), arcivescovo di Magdeburgo e di Halberstadt;
- Adalberto III di Sassonia (8 maggio 1467-1 maggio 1484);
- Giovanni (30 giugno 1468-16 agosto 1532);
- Margherita (4 agosto 1469-7 dicembre 1528), sposò Enrico di Brunswick-Lüneburg, con il quale ebbe sette figli;
- Wolfgang (1473-1478).

## Fondatore degli Ernestini
Ernesto fu fondatore del ramo Ernestino dei principi sassoni, antenato di Giorgio I del Regno Unito, del principe Alberto di Sassonia-Coburgo-Gotha, così come di sua moglie, la regina Vittoria del Regno Unito, e dei loro cugini Leopoldo II del Belgio e Carlotta, imperatrice del Messico.

## Ascendenza
|                                |                        |                              | Genitori                              |  |  | Nonni |  |  | Bisnonni               |  |  | Trisnonni             |  |
|                                |                        |                              |                                       |  |  |       |  |  | Federico III di Meißen |  |  | Federico II di Meißen |  |
|                                |                        |                              |                                       |  |  |       |  |  | Federico III di Meißen |  |  | Federico II di Meißen |  |
|                                |                        | Matilde di Baviera           |                                       |  |  |       |  |  | Federico III di Meißen |  |  |                       |  |
| Federico I di Sassonia         |                        |                              |                                       |  |  |       |  |  | Federico III di Meißen |  |  |                       |  |
|                                |                        | Caterina di Henneberg        | Enrico VIII di Henneberg-Schleusingen |  |  |       |  |  |                        |  |  |                       |  |
|                                |                        | Caterina di Henneberg        | Enrico VIII di Henneberg-Schleusingen |  |  |       |  |  |                        |  |  |                       |  |
|                                |                        | Caterina di Henneberg        | Jutta di Brandeburgo                  |  |  |       |  |  |                        |  |  |                       |  |
| Federico II di Sassonia        |                        | Caterina di Henneberg        |                                       |  |  |       |  |  |                        |  |  |                       |  |
|                                |                        | Enrico di Brunswick-Lüneburg | Magnus II di Brunswick-Wolfenbüttel   |  |  |       |  |  |                        |  |  |                       |  |
|                                |                        | Enrico di Brunswick-Lüneburg | Magnus II di Brunswick-Wolfenbüttel   |  |  |       |  |  |                        |  |  |                       |  |
|                                |                        | Enrico di Brunswick-Lüneburg | Caterina di Anhalt-Bernburg           |  |  |       |  |  |                        |  |  |                       |  |
| Caterina di Brunswick-Lüneburg |                        | Enrico di Brunswick-Lüneburg |                                       |  |  |       |  |  |                        |  |  |                       |  |
|                                |                        | Sofia di Pomerania           | Vratislavo VI di Pomerania            |  |  |       |  |  |                        |  |  |                       |  |
|                                |                        | Sofia di Pomerania           | Vratislavo VI di Pomerania            |  |  |       |  |  |                        |  |  |                       |  |
|                                |                        | Sofia di Pomerania           | Anna di Meclemburgo-Stargard          |  |  |       |  |  |                        |  |  |                       |  |
| Ernesto di Sassonia            |                        | Sofia di Pomerania           |                                       |  |  |       |  |  |                        |  |  |                       |  |
|                                | Leopoldo III d'Asburgo | Alberto II d'Asburgo         |                                       |  |  |       |  |  |                        |  |  |                       |  |
|                                | Leopoldo III d'Asburgo | Alberto II d'Asburgo         |                                       |  |  |       |  |  |                        |  |  |                       |  |
|                                | Leopoldo III d'Asburgo | Giovanna di Pfirt            |                                       |  |  |       |  |  |                        |  |  |                       |  |
| Ernesto I d'Asburgo            | Leopoldo III d'Asburgo |                              |                                       |  |  |       |  |  |                        |  |  |                       |  |
|                                |                        | Verde Visconti               | Bernabò Visconti                      |  |  |       |  |  |                        |  |  |                       |  |
|                                |                        | Verde Visconti               | Bernabò Visconti                      |  |  |       |  |  |                        |  |  |                       |  |
|                                |                        | Verde Visconti               | Regina della Scala                    |  |  |       |  |  |                        |  |  |                       |  |
| Margherita d'Austria           |                        | Verde Visconti               |                                       |  |  |       |  |  |                        |  |  |                       |  |
|                                |                        | Siemowit IV di Masovia       | Siemowit III di Masovia               |  |  |       |  |  |                        |  |  |                       |  |
|                                |                        | Siemowit IV di Masovia       | Siemowit III di Masovia               |  |  |       |  |  |                        |  |  |                       |  |
|                                |                        | Siemowit IV di Masovia       | Eufemia di Opava                      |  |  |       |  |  |                        |  |  |                       |  |
| Cimburga di Masovia            |                        | Siemowit IV di Masovia       |                                       |  |  |       |  |  |                        |  |  |                       |  |
|                                |                        | Alessandra di Lituania       | Algirdas di Lituania                  |  |  |       |  |  |                        |  |  |                       |  |
|                                |                        | Alessandra di Lituania       | Algirdas di Lituania                  |  |  |       |  |  |                        |  |  |                       |  |
|                                |                        | Alessandra di Lituania       | Uliana di Tver'                       |  |  |       |  |  |                        |  |  |                       |  |
|                                |                        | Alessandra di Lituania       |                                       |  |  |       |  |  |                        |  |  |                       |  |